# Nobara Hajakawa
Nobara Hajakawa (* 1973, Bogota, Kolumbie) je kolumbijsko-japonská umělkyně. Vyniká svou všestranností v různých oborech jako autorka, ilustrátorka, hudebnice a fotografka.

## Životopis
Její otec byl japonský zahradní architekt a buddhistický mnich Masatoši Hajakawa a její matka je  japonská umělkyně Nobu Takehisa, dcera spisovatele a umělce Makotoa Tsudžiho a vnučka feministické spisovatelky Noe Ito a dadaistického spisovatele Džuna Tsudžiho.
V roce 1995 absolvovala studium grafického designu na Kolumbijské národní univerzitě. Poté, díky stipendiu Ministerstva školství, kultury, sportu a technologie Japonska (MEXT), získala magisterský titul v oboru výtvarných umění na Národní univerzitě výtvarných umění a hudby v Tokiu v roce 2003. Vedla workshopy na různých místech, jako je SNA (Salón Nacional de Artistas, Národní salón umělců), Mezinárodní knižní veletrh v Bogotě (FILBO), knižní veletrh v Bucaramanze a workshopy Liebre Lunar. Vedla bogotskou pobočku Pechakucha Night v letech 2005 až 2019. Byla také hostující kurátorkou programu Artecámara Archivováno 10. 8. 2020 na Wayback Machine. Archivado z Bogotské obchodní komory 10. srpna 2020, a působila jako vyučující v oblasti vizuálních umění (na Univerzitě Javeriana) a designu (na Univerzitě Los Andes a Univerzitě Jorge Tadeo Lozano).
Už jako malá měla zájem o hudbu a až do puberty chodila na hodiny klavíru. Později začala rozvíjet svůj hudební talent účastí na různých skupinových hudebních projektech a nahráváním vlastních skladeb. V průběhu svého života se zajímala o různé oblasti umění, včetně keramiky, kterou se učila autodidakticky. Vytvořila řadu designových a fotografických prací, stejně jako videoklipy, hudbu na zakázku pro video, divadlo a reklamu, a také audiovizuální práce vlastní autorství. Její fotografie byly publikovány v různých časopisech, stejně jako v sešitě "Un algo ahí" jako součást její účasti na 45. Národním salonu umělců (2019). V roce 2019 vystavila výběr svých fotografií v Bogotě v rámci kurátorství Manuela Kalmanovitze "Llamitas al viento".

## Styl
Jako grafická designérka a vizuální umělkyně pracuje s širokou škálou médií. Její vizuální tvorba se opakovaně zaměřuje na existenciální problémy, které sahají od složitosti lidských vztahů až po vztah člověka k jeho okolí, přičemž upozorňuje na alarmující situace, jako je globální oteplování nebo přírodní katastrofy, a to naivním způsobem, přičemž uplatňuje strategie pop artu a designu postav, jako je animismus a vizuální jednoduchost, s plochými barvami a snadno čitelnými obrazy.
Její hudební dílo bylo ovlivněno umělkyněmi, jako jsou Meredith Monková a Laurie Andersonová v experimentálním zkoumání hlasu a ve volném používání existujících zdrojů a nástrojů.

## Dílo

### Díla publikovaná jako autorka-ilustrátorka
- Nubarrón. Ed. Planeta Lector, 2018

### Publikované jako ilustrátorka
- El Libro de los Tesoros de Lupe y Lolo. Escrito por Beatriz Helena Robledo, Ed. Rey Naranjo, 2015
- Hola, miedo. Texty Álvaro Robledo Cadavid, Ed. Planeta Junior, 2018
- Hola, rabia. Texty Álvaro Robledo Cadavid, Ed. Planeta Junior, 2019
- Hola, tristeza. Texty Álvaro Robledo Cadavid, Ed. Planeta Junior, 2019
- La respiración es tu casa. Texty Álvaro Robledo Cadavid, Ed. Planeta Junior, 2020
- Hola, gratitud. Texty Álvaro Robledo Cadavid, Ed. Planeta Junior, 2020

### Publikovala jako fotografka
- Un algo ahí. Ed. Manuel Kalmanovitz para el 45 SNA, 2019

## Uznání
- Stipendium japonského ministerstva školství, Tokijská univerzita múzických umění, duben 2000
- Syracuse Film and Video Festival, Syracuská univerzita, leden 2004
- V. Regional Image Hall, Ministerstvo kultury Kolumbie, leden 2006
- Stimulační program FGAA, nadace Gilberto Alzate Avendaño, leden 2008